# Laureano Poza Juncal
Laureano Poza Juncal (Pontevedra, 1908 - 31 de gener de 1996) fou un químic i polític gallec.

## Trajectòria
Fill de Joaquín Poza Cobas i germà de Joaquín i Hernán Poza Juncal, estudià Químiques, llicenciant-se amb un brillant historial acadèmic i fou dirigent de la FUE. Fou professor de Química Industrial Orgànica i Anàlisi Química a l'Escola Industrial de Vigo. Soci del Centre Republicà de Pontevedra, milità a Acció Republicana i després a Izquierda Republicana. A les eleccions generals espanyoles de 1936 va intervenir en actes polítics a la província de Pontevedra. Fou depurat en 1936 del seu càrrec de professor. S'exilià a Mèxic, on fou professor de Ciències Químiques a la Universitat Internacional i a l'Institut Hispano-Mexicà Ruiz de Alarcón. Va fer investigacions amb urotropina i altres medicaments. A Mèxic s'aproximà al grup dels socialistes gallecs exiliats, fou copatrocinador de la revista Vieiros i publicà Pensamientos Filosóficos y Proyecciones Esotéricas.

## Vida personal
Casat amb Elisa Díaz Riba.